# Harness Racing Museum & Hall of Fame
Harness Racing Museum & Hall of Fame är ett museum i Goshen, New York. Museet samlar in och bevarar historien om travsport och passgångssport och fungerar som en berömmelsehall för den amerikanska travaren. 
Orange County är födelseplatsen för Hambletonian 10, förfadern till alla amerikanska travare, och många av de tidiga Hambletonian Stakes hölls i Goshen på Good Time Park. 
Nära museet ligger Historic Track, som grundades 1838, och som idag är ett nationellt historiskt landmärke, den äldsta travbanan i USA som fortfarande är i bruk.  
Museet öppnade 1951, under tiden då Hambletonian Stakes hölls i Goshen. 

## Hall of Fame
Byggnaden där museet ligger, byggdes ursprungligen som ett stall 1913. Den innehåller konstverk av kända hästkonstnärer och racingminnen från travsportens början. Utställningar inkluderar mer än 1 700 målningar, litografier och skulpturer, 19 300 fotografier, hundratals kuskdressar, ett hundratal sulkys och vagnar. Byggnaden har även ett bevarat stall som idag fungerar som en utställning för tävlingsutrustning. Museet har också ett forskningsbibliotek med mer än 4 000 böcker och videor om travsport.  Hall of Fame är inkluderat i museet. 
Hall of Fame väljer in nominerade under flera kategorier, fördelade mellan hästar och människor, inklusive kuskar, ägare och tränare. De tre huvudkategorierna är levande personer, levande hästar och odödliga. Vinnare från varje kategori väljs in på Hall of Fame Day, den första söndagen i juli. 
Den svenska motsvarigheten är Travsportens Hall of Fame. 

### Levande personer
Levande människor nomineras årligen till Hall of Fame av United States Harness Writers Association, baserat på deras "förmåga, integritet, idrottsmänsklighet, karaktär och bidrag till tävlingsracing." Alla medlemmar med mer än 10 år av medlemskap kan rösta och 75% stöd krävs för att en nominering ska accepteras. Vinnarna får en ring och en statuett av varje induktör läggs till i Hall of Fame. Svenskan Margareta Wallenius-Kleberg blev 2018 den första kvinna som valdes in i Harness Racing Museum & Hall of Fame.

### Levande hästar
Museet har en nomineringskommitté som sammanställer en lista med fem nominerade hästar per år som alla museets medlemmar ska rösta om. Alla hästar är skyldiga att ha varit drogfria under sin karriär och ha varit pensionerade inom sporten i minst fem år. Det finns en kategori för tävlingshästar, en annan för avelshingstar och en annan för avelsston, alla med sina egna kriterier. Vinnarna får en minnestavla i Hall of Fame, och en kopia ges till den nuvarande ägaren av varje häst.

### Odödliga
Museets medlemmar nominerar även människor och hästar som är avlidna i mer än 3 år. Nomineringarna granskas av en kommitté, rekommendationer ges till styrelsen, och styrelsen väljer ut induktörer. Induktörer inkluderar hästar som Greyhound och Victory Song och kuskar som Thomas S. Berry, Del Cameron, Jim Dennis, Gladys F. Harriman och Gene Riegle. Induktörer inkluderar tränare, ägare, uppfödare, branschledare, konstnärer, författare och hästar.